# Friedrich Leizmann
Friedrich Leizmann (auch Friedrich Nikolaus Leizmann, * 16. März 1807 in Schwerborn bei Weimar; † 2. Juni 1875 in Bern) war Lehrer, politischer Journalist und lippischer Landtagsabgeordneter. Sein Vater war der Pfarrer Johann Martin Leizmann, seine Mutter die Pfarrerstochter Wilhelmine Naumburg. Er hatte einen Bruder und zwei Schwestern.
Leizmann studierte von 1827 bis 1831 Philologie in Jena. Während seines Studiums wurde er 1827 Mitglied der Jenaischen Burschenschaft. Er wurde zum Dr. phil. promoviert.
Nach dem Studium war Friedrich Leizmann mehrere Jahre in Russland als Hauslehrer und russischer Beamter und wurde dann (vor April 1842) Lehrer am Gymnasium in Lemgo, wo er 1843 Bürger wurde. Ab September 1848 war er einer der Redakteure der revolutionären lippischen Zeitschrift Wage. Leizmann, der bei der 1848er Revolution in Lippe zu den maßgeblich Beteiligten zählte, gehörte laut Ankündigung in der Wage auch zu den vorgesehenen lippischen Teilnehmern für den  Märzvereinkongress in Frankfurt im Mai 1849; ein in der Wage vom 9. Mai 1849 erschienener, von Leizmann gezeichneter Artikel vom 8. Mai über ein am Vortag erfolgtes informelles Mitgliedertreffen des neuen lippischen Landtags spricht jedoch gegen eine Teilnahme Leizmanns am Märzvereinkongress.
Friedrich Leizmann war zusammen mit Pastor Kulemann Landtagsabgeordneter für Lemgo und erarbeitete die für Deutschland vorbildlichen „Volksschulgesetze“. Wahrscheinlich gehörte Leizmann dem Landtag von 1849 bis 1852 an.
Mit Otto Dresel verließ auch Leizmann die Redaktion der Wage. Das weitere Schicksal Leizmanns, der als Mitredakteur von einem Strafverfahren gegen seinen Redaktionskollegen Dresel mitbetroffen war, ist nicht ganz sicher geklärt, was die nächste Zeit betrifft. Eine Durchsicht der amtlichen Bekanntmachungen lässt jedoch den Schluss zu, dass er von der lippischen Justiz geschont wurde, da sich keine Bekanntmachung über eine Verurteilung findet. Er nahm auch weiter an Landtagssitzungen teil. Nachweisbar ist, dass er zum Zeitpunkt des Amtsantritts Leopolds III. im Januar 1851 noch Mitglied des Landtags war und zu den Abgeordneten gehörte, die den (umstrittenen) Huldigungseid leisteten. Als im Jahre 1855 der Lemgoer Buchdrucker F. L. Wagener einen Antrag auf Erteilung einer Konzession für die von ihm geplante neue Zeitung Sonntagspost stellte, war der Gymnasiallehrer Friedrich Leizmann als Redakteur vorgesehen, und er wird auch (auf der letzten Seite des Blatts) bis Ende März 1857 als Redakteur angegeben.
Am 5. März 1857 wurde Friedrich Leizmann, noch in Lemgo befindlich, aus dem Herzogtum Weimar, zum Lehrer an der Berner Kantonsschule in der Schweiz berufen. Er war dann ab 1857 in der Schweiz an der Berner Kantonsschule als Lehrer tätig und soll einer der bedeutenden Lehrer an der Schule gewesen sein. Er unterrichtete dort an der Literar- und an der Realabteilung bis zu seinem Tode am 2. Juni 1875 die Fächer Deutsch und Geschichte, wenn auch die Geschichte zunehmend im Mittelpunkt seiner Lehrtätigkeit stand, und er bekleidete neben seinem Lehramte während einer Reihe von Jahren die Stelle des Vorstehers am Real-Gymnasium und später diejenige eines Inspektors der Sekundarschulen des deutschen Kantonsteiles.
Eine am 26. September 1851 in Lemgo geborene Tochter Leizmanns verheiratete sich am 24. Juli 1873 im Kanton Bern.

## Veröffentlichungen
- Meine Wanderung in die Wesergegend: eine Weihnachtsgabe an seine Freunde. Fröbel, 1835
- Über Art und Kunst der teutschen Literatur: Eine Vorlesung. Meyer’sche Hofbuchhandlung, Lemgo und Detmold 1845
- Über Gestaltungsprozesse an der Erde. Wagener, 1845
- Antipathien zwischen teutschen und slavischen Volksstämmen mit besonderer Beziehung auf Russland. Meyer, 1845 (ULB Münster)
- Kurze Belehrung über die alten und neuen Jesuiten. 1845
- Die Realschule und der Zeitgeist. Ein Votum. Meyer’sche Hof-Buchhandlung, Lemgo und Detmold 1846
- Jesuitismus, der gefährlichste Gegner geistiger Freiheit, ein Wort [a]n unsere Zeit. Spaziergänge auf dem Gebiete des religiösen Obskurantismus. Erster Abend. Lemgo 1853
- Menschen und Dinge in Russland. Anschauungen und Studien. Mit einem Titelbilde. Gotha 1856. Nachdruck: British Library, Historical Print Editions, 2011
- Die kulturgeschichtliche Stellung und Aufgabe des Realgymnasiums. Bern 1859
- Bemerkungen über die kulturgeschichtliche Stellung und Aufgabe des Realgymnasiums als selbständiger Schulart. Rätzer, Bern 1859